# Beidweiler
Beidweiler (luxemburgisch Beidlerⓘ) ist ein Dorf in der Gemeinde Junglinster in Luxemburg.

## Geschichte
Die Geschichte Beidweilers reicht bis ins Jahr 930, als es ein Kirchspiel gleichen Namens gab.  Bis zur Französischen Revolution gehörte der Ort zum Kloster Echternach. 1939 wurde ein Gedenkstein errichtet, der an das hundertjährige Bestehen der  Unabhängigkeit Luxemburgs erinnern soll. Bis zum 1. Januar 1979, als die Gemeinden  Roudemer (Rodenbourg) und Junglinster fusionierten gehörte Beidweiler zu Roudemer.

## Sendeanlage

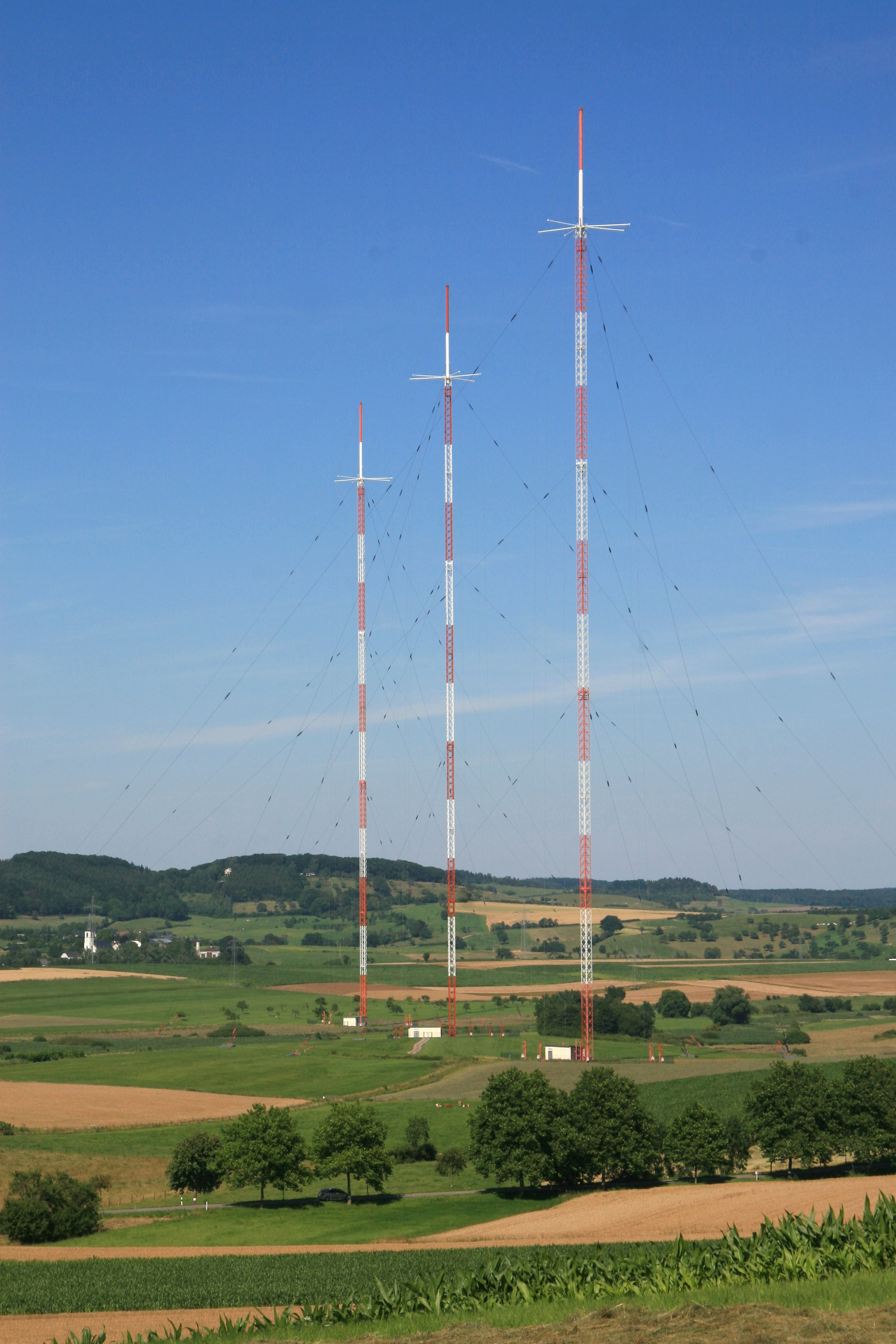
Sendeanlage

Seit 1972 betreibt das Broadcasting Center Europe, eine Tochtergesellschaft der RTL Group in Beidweiler eine Sendeanlage zur Abstrahlung des französischsprachigen Programms RTL auf der Langwellenfrequenz 234 kHz mit einer Leistung von bis zu 1.500 kW.

## Sehenswertes
- Kirche "Chaire de Saint-Pierre" von  Beidweiler
- Donatuskapelle Beidweiler im Süden der Ortschaft an der Straße nach Eschweiler. Eine Inschrift besagt: Errichtet in nicht bekannter Zeit ... Erneuert (oder: erweitert) im Jahre des H. 1867 (oder: 1869).